# Iridopsis striata
Iridopsis striata là một loài bướm đêm trong họ Geometridae.